# بوچ لی
بوچ لی (انگلیسی: Butch Lee؛ زادهٔ ۵ دسامبر ۱۹۵۶) بازیکن بسکتبال اهل پورتوریکو است.

## حرفه
از باشگاه‌هایی که در آن بازی کرده‌است می‌توان به کلیولند کاوالیرز، لس آنجلس لیکرز، و آتلانتا هاوکس اشاره کرد.